# Ron Silver
Ronald Arthur Silver (New York, 2 luglio 1946 – New York, 15 marzo 2009) è stato un attore e regista statunitense.

## Biografia
Silver nacque a New York City, figlio di May Zimelman, un'insegnante supplente, e di Irving Roy Silver, un commesso di sala d'abbigliamento.
Attore caratterista, si fece conoscere al grande pubblico nell'horror Entity (1981), diretto da Sidney J. Furie, accanto a Barbara Hershey. Nel film Nemici, una storia d'amore (1989) affiancò le candidate all'Oscar alla miglior attrice non protagonista Anjelica Huston e Lena Olin.
Nel 1990 interpretò il ruolo di Alan Dershowitz, il famoso legale che difese Claus von Bülow nel film Il mistero Von Bulow di Barbet Schroeder (e che fu uno dei componenti del Dream Team, il team di avvocati guidati da Johnnie Cochran, che fece ottenere l'assoluzione ad O. J. Simpson nel 1995). Nel film Alì (2001) di Michael Mann, Silver impersonò Angelo Dundee, allenatore e manager di Muhammad Ali.

## Vita privata
Dal 1975 al 1997 Silver fu sposato con l'attrice Lynne Miller, da cui ebbe due figli: Adam (1979) e Alexandra (1983). Morì nel 2009, all'età di 62 anni, per un tumore all'esofago.

## Filmografia

### Cinema
- Tunnel Vision, regia di Neal Israel e Bradley R. Swirnoff (1976)
- Welcome to L.A., regia di Alan Rudolph (1976)
- Un gioco da duri (Semi-Tough), regia di Michael Ritchie (1977)
- Entity (The Entity), regia di Sidney J. Furie (1981)
- Terrore in città (Silent Rage), regia di Michael Miller (1982)
- Amici come prima (Best Friends), regia di Norman Jewison (1982)
- Un incurabile romantico (Lovesick), regia di Marshall Brickman (1983)
- Silkwood, regia di Mike Nichols (1983)
- All'inseguimento della pietra verde (Romancing the Stone), regia di Robert Zemeckis (1984)
- The Goodbye People, regia di Herb Gardner (1984)
- Cercando la Garbo (Garbo Talks), regia di Sidney Lumet (1984)
- Oh, God! You Devil, regia di Paul Bogart (1984)
- Eat and Run, regia di Christopher Hart (1986)
- Blue Steel - Bersaglio mortale (Blue Steel), regia di Kathryn Bigelow (1989)
- Nemici, una storia d'amore (Enemies: A Love Story), regia di Paul Mazursky (1989)
- Il mistero Von Bulow (Reversal of Fortune), regia di Barbet Schroeder (1990)
- The Good Policeman, regia di Peter Werner (1991)
- Di coppia in coppia (Married to It), regia di Arthur Hiller (1991)
- I dinamitardi (Live Wire), regia di Christian Duguay (1992)
- Mr. sabato sera (Mr. Saturday Night), regia di Billy Crystal (1992)
- Timecop - Indagine dal futuro (Timecop), regia di Peter Hyams (1994)
- Antidoto mortale (Deadly Outbreak), regia di Rick Avery (1996)
- Girl 6 - Sesso in linea (Girl 6), regia di Spike Lee (1996)
- Danger Zone, regia di Allan Eastman (1996)
- The Arrival, regia di David Twohy (1996)
- The White Raven, regia di Jakub Z. Rucinski e Andrew Stevens (1998)
- Indiziata di omicidio (Black and White), regia di Yuri Zeltser (1999)
- Sangue in copertina (Exposure), regia di David Blyth (2000)
- Festival in Cannes, regia di Henry Jaglom (2001)
- Alì, regia di Michael Mann (2001)
- The Wisher, regia di Gavin Wilding (2002)
- Red Mercury, regia di Roy Battersby (2005)
- Prova a incastrarmi - Find Me Guilty (Find Me Guilty), regia di Sidney Lumet (2006)
- The Ten, regia di David Wain (2007)
- My Father's Will, regia di Fred Manocherian (2009)

### Televisione
- Big Eddie - serie TV, episodio 1x03 (1975)
- McMillan e signora (McMillan & Wife) - serie TV, episodio 5x04 (1975)
- Rhoda - serie TV, 34 episodi (1976-1978)
- The Return of the World's Greatest Detective - film TV (1976)
- Agenzia Rockford (The Rockford Files) - serie TV, episodio 2x19 (1976)
- Having Babies - serie TV, 1 episodio
- Delitto a New Orleans (Murder at the Mardi Gras), regia di Ken Annakin - film TV (1978)
- Betrayal - film TV (1978)
- Dear Detective - serie TV, 4 episodi (1979)
- Boomer cane intelligente (Here's Boomer) - serie TV, 1 episodio (1980)
- The Stockard Channing Show - sitcom, 13 episodi (1980)
- World of Honor - film TV (1981)
- Baker's Dozen - serie TV (1981)
- Hill Street giorno e notte (Hill Street Blues) - serie TV, 2 episodi (1983)
- American Playhouse - serie TV, episodio 3x06 (1984)
- Kane & Abel - miniserie TV (1985)
- Trapped in Silence - film TV (1986)
- Trying Times - serie TV, 1 episodio (1987)
- Giovani omicidi (Billionaire Boys Club) - film TV (1987)
- A Father's Revenge - film TV (1988)
- Oltre la legge - L'informatore (Wiseguy) - serie TV, 5 episodi (1989)
- Screen Two - serie TV, 1 episodio (1990)
- Forgotten Prisoners: The Amnesty Files - film TV (1990)
- Blind Side - film TV (1993)
- Lifepod - film TV (1993)
- A Woman of Independent Means - miniserie (1995)
- Almost Golden: The Jessica Savitch Story - film TV (1995)
- Kissinger and Nixon - film TV (1995)
- Shadow Zone: The Undead Express - film TV (1996)
- Chicago Hope - serie TV, 11 episodi (1997)
- The Beneficiary - film TV (1997)
- Skeletons - film TV (1997)
- Rhapsody in Bloom - film TV (1998)
- L'atelier di Veronica (Veronica's Closet) - sitcom, 23 episodi (1998-1999)
- Un amore ritrovato (Love is Strange), regia di Annette Haywood-Carter – film TV (1999)
- American Spy (In the Company of Spies), regia di Tim Matheson – film TV (1999)
- Heat Vision and Jack - film TV (1999)
- Cutaway, regia di Guy Manos (2000) - film TV
- American Tragedy - film TV (2000)
- When Billie Beat Bobby - film TV (2001)
- The Practice - Professione avvocati (The Practice) - serie TV, episodio 6x03 (2001)
- West Wing - Tutti gli uomini del Presidente (The West Wing) - serie TV, 19 episodi (2001-2006)
- Master Spy: The Robert Hanssen Story - film TV (2002)
- Skin - serie TV, 8 episodi (2003-2004)
- Jack – film TV, regia di Lee Rose (2004)
- Law & Order - I due volti della giustizia (Law & Order) - serie TV, 2 episodi (2004-2007)
- Law & Order - Il verdetto (Law & Order: Trial by Jury) - serie TV, episodio 1x13 (2006)
- Crossing Jordan - serie TV, episodio 6x06 (2007)
- Xenophobia - film TV (2008)

## Doppiatori italiani
Nelle versioni in italiano delle opere in cui ha recitato, Ron Silver è stato doppiato da:
- Mario Cordova in Entity, Terrore in città, Danger Zone
- Dario Penne in Nemici, una storia d'amore, Prova a incastrarmi - Find Me Guilty, Law & Order - Il verdetto
- Gino La Monica in Oltre il ricatto, Chicago Hope
- Gianni Giuliano in Amici come prima
- Tonino Accolla in Blue Steel - Bersaglio mortale
- Eugenio Marinelli ne Il mistero Von Bulow
- Massimo Lodolo in Law & Order - I due volti della giustizia (ep. 15x01)
- Mauro Bosco ne I dinamitardi
- Fabrizio Pucci in Mr. sabato sera
- Ferruccio Amendola in Timecop - Indagine dal futuro
- Renato Cortesi in The Arrival
- Antonio Sanna in L'atelier di Veronica
- Carlo Cosolo in Sangue in copertina
- Massimo Milazzo in Quando i topi ballano
- Roberto Pedicini in West Wing - Tutti gli uomini del Presidente
- Ennio Coltorti in Alì
- Marco Morellini in Master Spy: The Robert Hanssen Story
- Michele Di Mauro in The Ten